# Kay Guitars

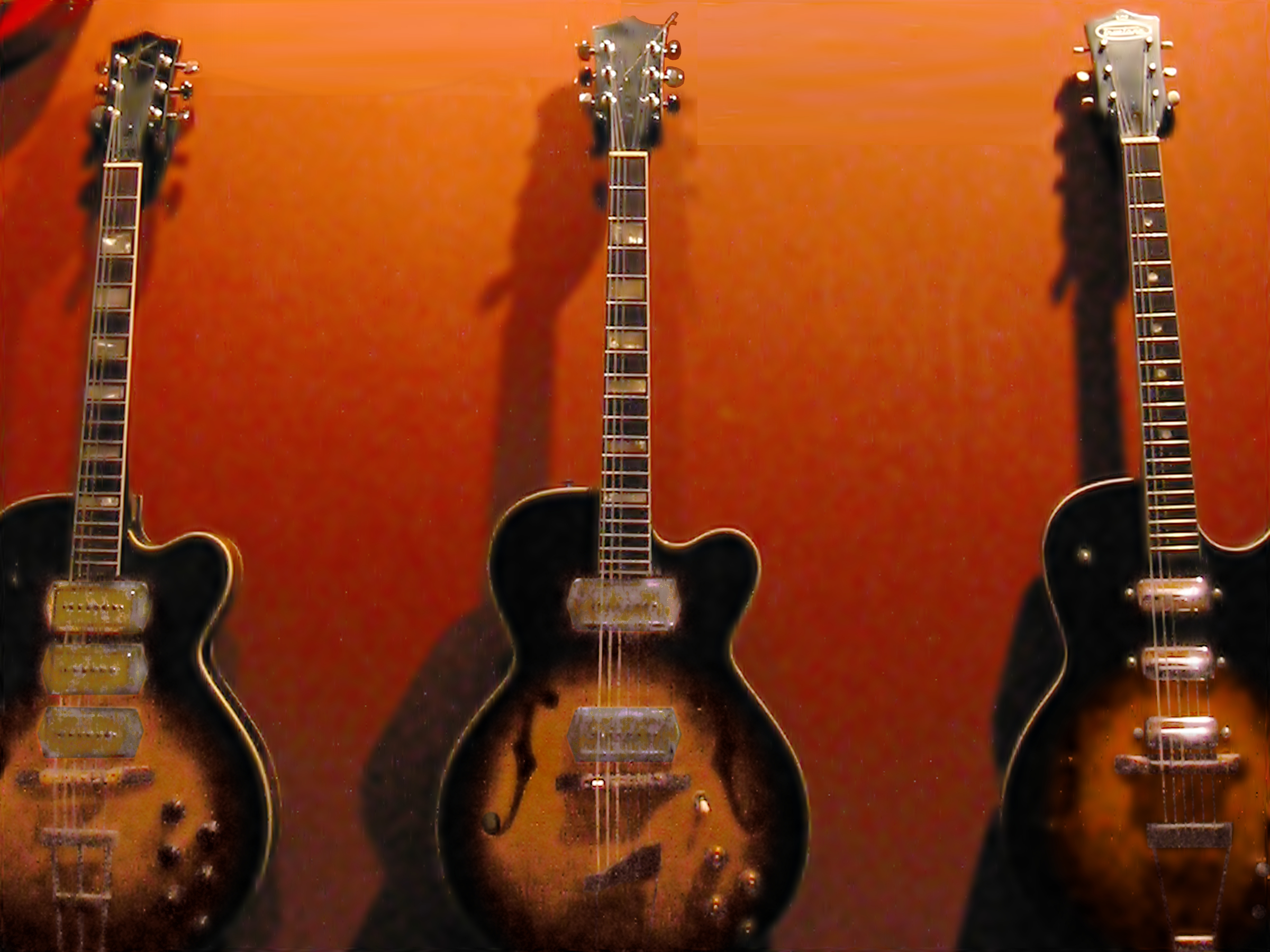
Verschiedene Swing Master Modelle (um 1964)

Kay ist ein Markenname, unter dem seit 1934 Gitarren und andere Saiteninstrumente produziert werden. Obwohl die Instrumente von Kay im Einsteigerbereich angesiedelt sind, genießen besonders die E-Gitarren aus den 1950er und 1960er Jahren bei Musikern Kultstatus, da viele namhafte Künstler auf Kay-Instrumenten ihre Karriere begannen.

## Geschichte
Gegründet wurde die Firma Kay im Jahr 1890 in Chicago unter dem Namen „Goshel Company“ als Hersteller von Mandolinen. Die Produktion von ersten Gitarren und Banjos begann im Jahr 1918. Unter der Firma „Stromberg-Voisinet Co.“ (nicht zu verwechseln mit dem Hersteller Chas. A. Stromberg & Son) wurden ab den 1920er Jahren preiswerte Gitarren und Banjos für Versandhauskataloge und Fremdfirmen gefertigt; darunter auch einige frühe E-Gitarren, bei denen ein magnetischer Kontakttonabnehmer die Schwingungen des Korpus aufnahm. Im Jahr 1934 wurde die Firma nach dem Inhaber Henry Kay Kuhrmayer in „Kay Musical Instruments“ umbenannt; die Instrumente bekamen die Aufschrift „Kay“. In den 1930er und 1940er Jahren produzierte Kay sowohl Instrumente unter eigenem Namen, als auch für andere Hersteller wie National und Gretsch. Für die Kaufhauskette Sears erschienen Kay-Gitarren unter dem Namen „Silvertone“. In den 1950er Jahren begann die Herstellung von E-Gitarren im großen Stil: Die Modellpalette reichte von verschiedenen Archtop-Gitarren mit bis zu drei Tonabnehmern über Semi-Acoustics im Stil der Gibson ES-335 bis hin zu verschiedenen Solidbody-E-Gitarren mit ausgefallenen Korpusformen. In den 1960er Jahren verlegte Kay sich auf E-Gitarren im Stil der Fender Jazzmaster und Jaguar, konnte jedoch den wirtschaftlichen Niedergang und mehrere Besitzerwechsel nicht mehr vermeiden. Produktionsstätten in den USA wurden geschlossen oder verkauft; der Name „Kay“ existiert seit den 1970er Jahren nur noch als Bezeichnung für Instrumente, die von verschiedenen Firmen zumeist in Asien hergestellt werden.

## Instrumente
Aufgrund der Situation, neben der eigenen Produktlinie auch Lieferant für Kaufhäuser, Versandhauskataloge und verschiedene Subunternehmer zu sein, sind im Laufe der Jahre unzählige Instrumente unter dem Namen „Kay“ erschienen. Gemeinsam ist allen Instrumenten, das sie vornehmlich für den Einsteigerbereich konzipiert wurden und sich sowohl qualitativ als auch klanglich nur selten mit den Vorbildern von Fender oder Gibson messen können. Trotzdem oder gerade deshalb haben die Entwickler der Instrumente besonders in den 1950er Jahren großen Wert darauf gelegt, den Gitarren ein wertiges Aussehen zu geben. Die Verwendung von viel Chrom, Perlmutt und goldenen Schriftzügen sollte den Betrachter von Sperrholz und Kunststoff ablenken. Dennoch wurden vereinzelt hochwertige Komponenten wie DeArmond-Pickups und Bigsby-Vibratos verbaut, welche die Instrumente auch für professionelle Musiker interessant machten.

## Kay in der Musik
Da Kay preislich wie qualitativ im Einsteigerbereich angesiedelt ist, gibt es nur wenige professionelle Musiker, die auf der Bühne zu diesem Instrumenten greifen. Lediglich der Jazzgitarrist Barney Kessel erhielt 1956 ein Signaturemodell von Kay, welches er Live und im Studio spielte. Trotzdem genießen besonders die Instrumente der 1950er und 1960er Jahre hohes Ansehen unter Musikern, da nahezu jeder US-amerikanische und viele britische Gitarristen zu Beginn ihrer Karriere ein Instrument von Kay gespielt haben. Ein berühmtes Beispiel ist Eric Clapton, der in seiner ersten Band „The Roosers“ eine Kay Jazz II (ein an die Gibson ES-335 angelehntes Modell mit Bigsby-Vibrato) spielte. Weiter besaß Jimmy Page verschiedene Kay und Silvertone Gitarren, die er auch noch zu seiner Zeit bei Led Zeppelin hauptsächlich zum Slidespiel einsetzte. Heute sind frühe Kay E-Gitarren vornehmlich bei Bluesmusikern beliebt, da der hohle, leicht blecherne Klangcharakter vieler Kay-Instrumente ideal für Blues- und Slidestilistiken ist.